# Komochi-e
Les komochi-e (子持絵), també anomenades shikake-e (仕掛絵), o imatges trucades, són impressions japoneses amb solapes o ales de paper imprès mòbils o altres parts mòbils. El komochi-e multicolor es pot anomenar komochi nishiki-e (子持錦絵), i acostuma a consistir en una imatge enganxada a una altra il·lustració que, al ser moguda, revela una altra imatge a sota. Es tracta d'un gènere evolucionat dels ukiyo-e dels períodes Edo i Meiji, amb imatges que utilitzaven diversos dispositius o trucs per introduir varietat a la imatge.
Acostumen a formar part d'un llibre, anomenat shikakebon (仕掛本), impresos també en xilografia. i també es van utilitzar en gravats en xilografia d'actors. Els anomenats “trucs" emprats eren un reflex dels avenços en la tècnica i l'estil d'enquadernació prevalents a finals del període Edo, com ara: una porta de lavabo o d'una casa que s'obria per revelar el que hi havia dins; una mosquitera enrotllada; obrir una mampara dempeus; o una extensió de dues pàgines en un llibre obert des del centre per revelar una extensió de quatre pàgines a l'interior.
Els dispositius a més gran escala poden incloure imatges que apareixeran com en un escenari giratori. Un altre exemple existent és un tríptic imprès en xilografia de l'època Meiji de l'interior d'un teatre que contenia un escenari al centre. Si s'alça la imatge de l'escenari, es revela un teló d'escenari a sota. Sota aquell teló hi havia tres escenes diferents seguides.
Molts llibres amb shikake-e eren shunga (春画), o llibres eròtics.
El següent komochi-e amb quatre escenes mostra una única impressió amb les ales impreses en diferents posicions. És una escena de l'obra kabuki Manete Mimasu yotsuya no kikigaki (当三升四谷聞書). L'artista és Utagawa Kuniyoshi, i la data és l'any 1848. Mostra l'actor Ichikawa Danjūrō VIII en el paper de l'assassí Tamiya Iemon:

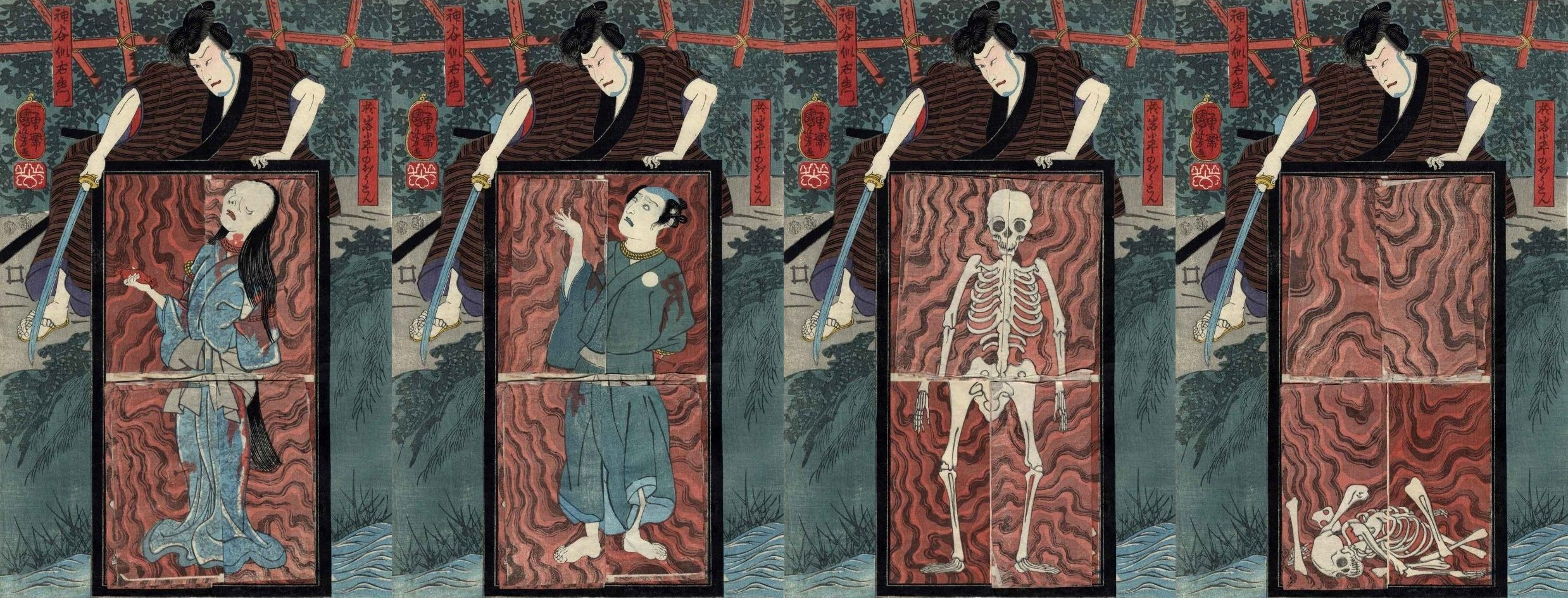
Komochi-e d' Ichikawa Danjūrō VIII com Tamiya Iemon per Utagawa Kuniyoshi, 1848